# شیباتا، نیگاتا
شیباتا در استان نیگاتا در کشور ژاپن  واقع شده‌است  که دارای جمعیت ۱۰۳٬۴۹۰ نفر و مساحت ۵۳۲٫۸۲ کیلومتر مربع با تراکم جمعیت ۱۹۴  نفر در کیلومترمربع است و در تاریخ ۱ ژانویه ۱۹۴۷ به عنوان شهر شناخته شد.